# دیو مارتین (فیلم‌نامه‌نویس)
دیو مارتین (انگلیسی: Dave Martin؛ ‏ ۱ ژانویهٔ ۱۹۳۵ – ۳۰ مارس ۲۰۰۷) نویسنده و فیلم‌نامه‌نویس اهل بریتانیا بود.
از فیلم‌ها یا مجموعه‌های تلویزیونی که وی در آن‌ها نقش داشته است، می‌توان به دکتر هو و هدف اشاره نمود.